# Kobyłka
Kobyłka è una città polacca del distretto di Wołomin nel voivodato della Masovia.
Ricopre una superficie di 20,05 km² e nel 2004 contava 18 104 abitanti.